# Arhopala meander
Arhopala meander är en fjärilsart som beskrevs av Jean Baptiste Boisduval 1832. Arhopala meander ingår i släktet Arhopala och familjen juvelvingar. Inga underarter finns listade i Catalogue of Life.

## Bildgalleri

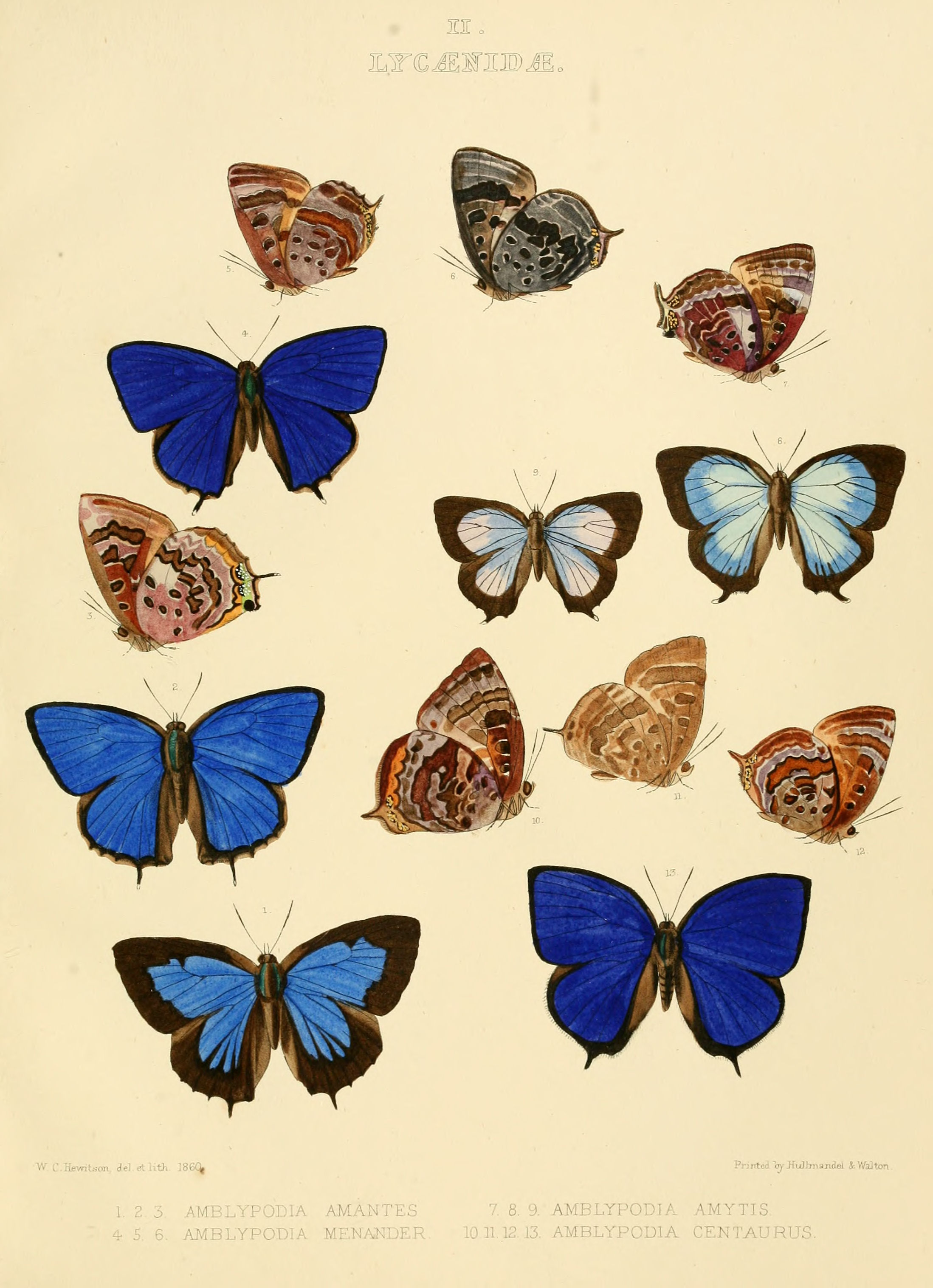
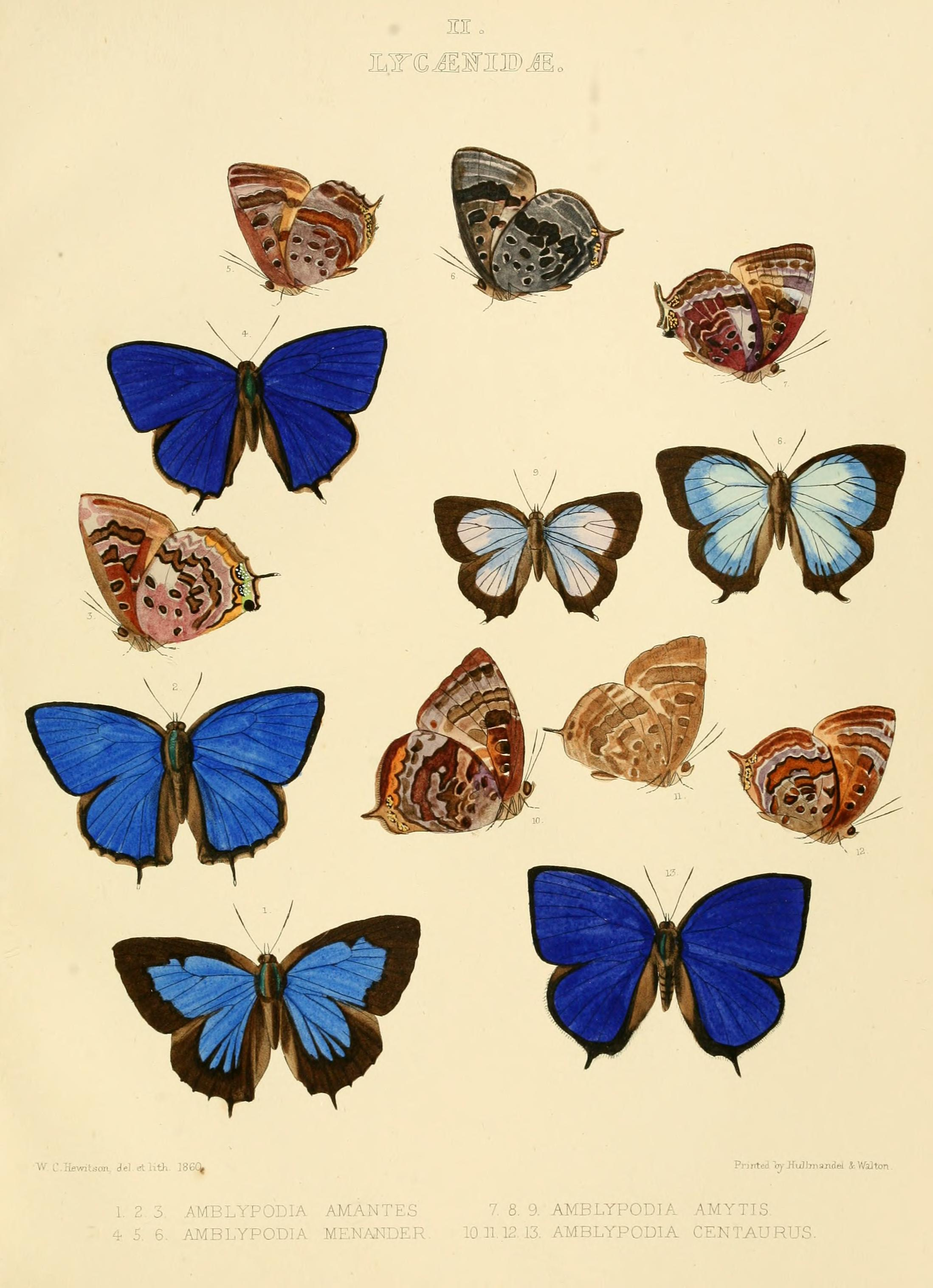